# Liste der Monuments historiques in Montigny-Saint-Barthélemy
Die Liste der Monuments historiques in Montigny-Saint-Barthélemy führt die Monuments historiques in der französischen Gemeinde Montigny-Saint-Barthélemy auf.

## Liste der Immobilien
| Bezeichnung          | Beschreibung            | Standort                                 | Kennzeichnung | Schutzstatus | Datum | Bild           |
| -------------------- | ----------------------- | ---------------------------------------- | ------------- | ------------ | ----- | -------------- |
| Kirche St-Barthélémy | aus dem 14. Jahrhundert | Rue de l’Eglise (Lage)                   | PA00112782    | Inscrit      | 1992  | weitere Bilder |
| Menhir               |                         | Rue de l’Eglise, auf dem Friedhof (Lage) | PA00112554    | Classé       | 1910  |                |